# Globochthonius spelaeophilus
Espèce
Synonymes
- Chthonius spelaeophilus Hadži, 1930
- Chthonius histricus Beier, 1931

Globochthonius spelaeophilus est une espèce de pseudoscorpions de la famille des Chthoniidae.

## Distribution
Cette espèce se rencontre dans des grottes en Slovénie et en Italie en Frioul-Vénétie Julienne,.

## Description
Les mâles mesurent de 1,6 à 1,85 mm et les femelles de 1,7 à 2,1 mm.

## Publication originale
- Hadži, 1930 : Contribution à la connaissance des Pseudoscorpions cavernicoles. Glasnik Académie Royale Serbe, Belgrade, vol. 67, p. 115-148.